# Locomotora compuesta

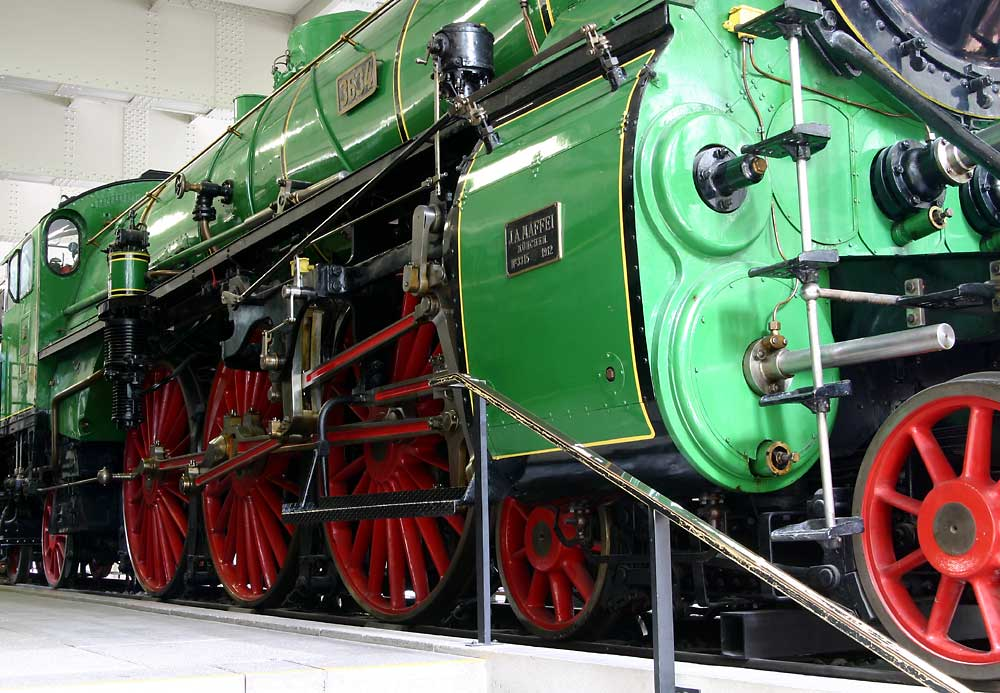
Locomotora compuesta Maffei Bavarian S 3/6. En primer plano, se pueden ver la válvula de distribución (arriba, de menor diámetro) y el cilindro de baja presión (abajo). (Centro del Transporte del Museo Alemán de Múnich)

Una locomotora compuesta (en ocasiones se utiliza directamente el término inglés compound para designarla) es una locomotora de vapor que funciona con un motor compuesto, un tipo de máquina de vapor en la que el vapor se expande en dos o más etapas. Este sistema se aplicó a distintos tipos de máquinas de vapor, y se extendió a los motores marinos, que contaban con dos o tres etapas.
La composición se empezó a generalizar en las locomotoras desde principios de la década de 1880, y en la década de 1890 se estaba volviendo una técnica bastante común. Se construyeron grandes cantidades de máquinas compuestas, en su mayoría de dos y de cuatro cilindros, especialmente en Francia, Alemania, Austria, Hungría y los Estados Unidos. Su aceptación decayó posteriormente debido a problemas de mantenimiento y porque el sistema de sobrecalentamiento permitía obtener eficiencias similares a menor costo. Sin embargo, el Ferrocarril de Norfolk y del Oeste continuó construyendo locomotoras Mallet compuestas hasta 1952.

## Introducción
En la disposición habitual de un motor compuesto, el vapor se expande primero en uno o dos cilindros de alta presión (AP), y tras haber cedido parte del calor y perdido presión, se descarga en un cilindro (o más) de baja presión (BP), con un volumen más amplio, incorporando así a la generación de energía motriz la parte de expansión del ciclo termodinámico. Se puede decir que los cilindros funcionan en "serie" en oposición a la disposición normal de una locomotora de expansión simple, donde funcionan en "paralelo". Para equilibrar los empujes de los distintos pistones de una máquina compuesta, la relación de volumen entre los cilindros AP:BP, debe determinarse cuidadosamente, generalmente aumentando el diámetro del cilindro BP y/o alargando su carrera. En motores sin condensación, la relación de volumen AP:BP es generalmente 1:2¼. En locomotoras con engranajes, los volúmenes de los cilindros pueden mantenerse más o menos idénticos aumentando la velocidad del pistón de BP. El término compuesto puede referirse a cualquier motor de expansión múltiple, acompañado por los calificativos doble, triple o cuádruple. Por ejemplo, la American Locomotive Company y el Ferrocarril de Delaware y Hudson construyeron en 1933 una locomotora compuesta experimental de triple expansión llamada L. F. Loree.

## Principio de funcionamiento

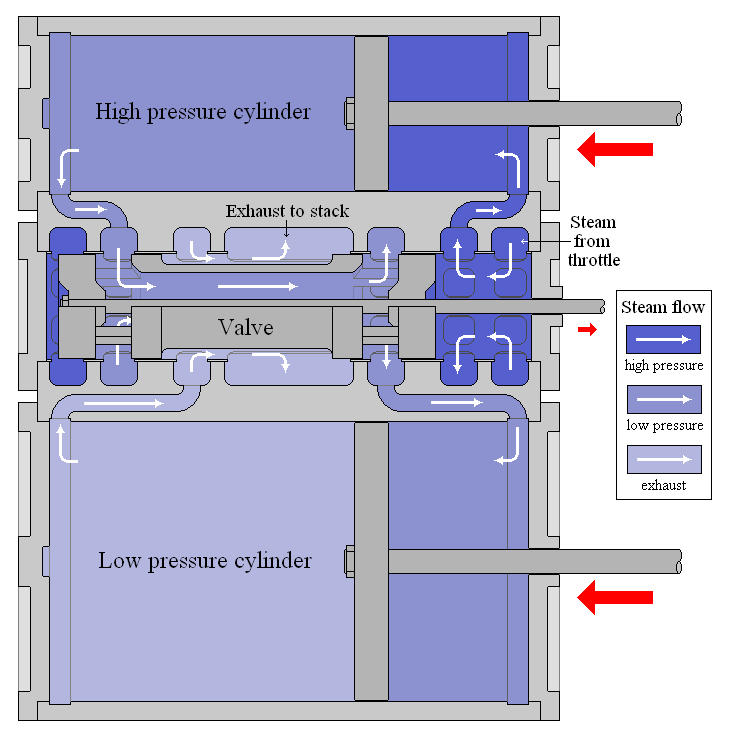
Sistema de funcionamiento de una máquina de vapor compuesta Vauclain

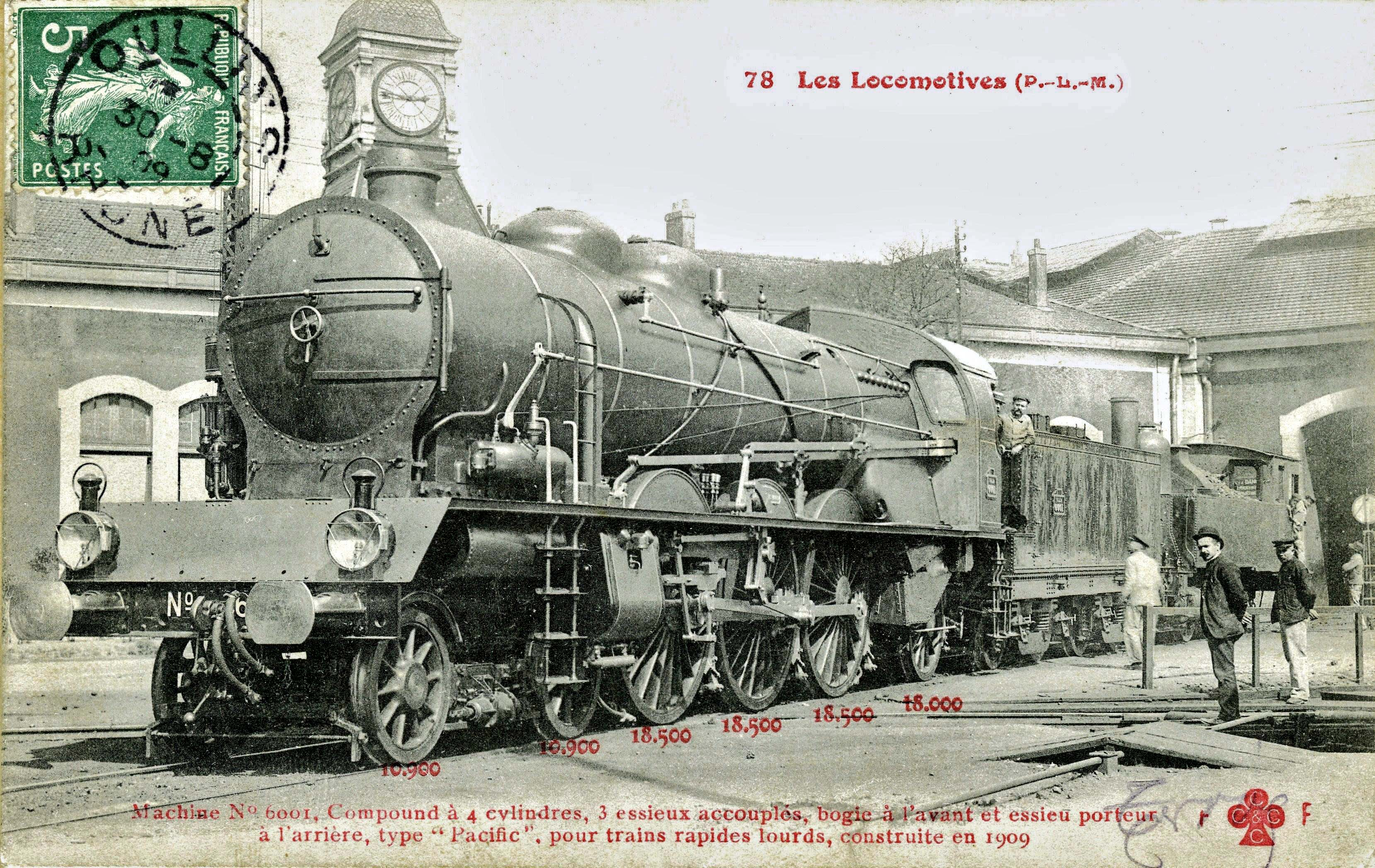
El prototipo 231 PLM 6001 puso en evidencia el interés por las máquinas compuestas

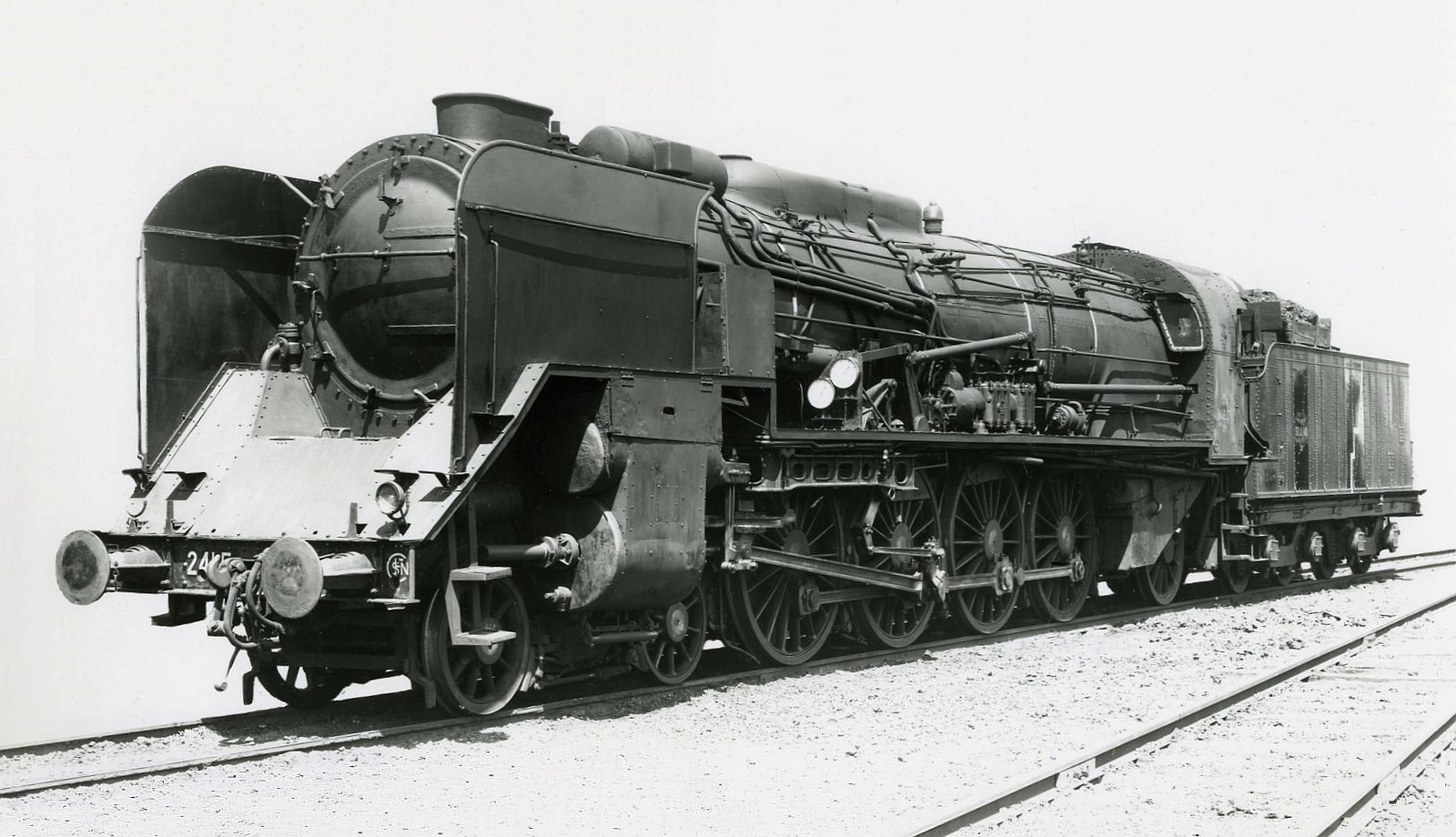
Con sus cilindros de alta presión internos, las 241 A del Ferrocarril de París a Lyon y al Mediterráneo precedieron a las 241 P de la SNCF

Los principales beneficios que se buscan con la composición son el consumo reducido de combustible y agua más una mayor relación potencia/peso debido a una mayor expansión en el cilindro antes de que se abra la válvula de escape, lo que produce una mayor eficiencia. Las ventajas adicionales incluyen un par más uniforme y, en muchos casos, cualidades superiores de circulación, con el consiguiente menor desgaste de las vías y del tren de rodaje. Cuando se combinaban rampas pronunciadas y cargas por eje bajas, la locomotora compuesta a menudo se consideraba la solución más viable. El diseño exitoso de una locomotora compuesta exige una comprensión firme de la termodinámica de los fluidos, aunque con frecuencia no ha sido así, y muchos antiguos diseños han estado lejos de su optimización. Esto es especialmente cierto para las locomotoras construidas en los primeros años del siglo XX. El problema no solo afectó a las máquinas compuestas, sino que afectaba a casi todas las locomotoras debido a deficiencias de diseño relacionadas con los largos recorridos del vapor dentro de las máquinas, particularmente sensibles a la caída de temperatura y a la condensación del vapor. Al reconstruir las locomotoras más antiguas a partir de 1929, el ingeniero francés André Chapelon pudo obtener a bajo costo lo que parecían mejoras casi "mágicas" en potencia y economía al optimizar el flujo a través del circuito de vapor, al mismo tiempo que disponía un sobrecalentador más grande para aumentar la temperatura inicial del vapor y retrasar la condensación en los cilindros de BP. 

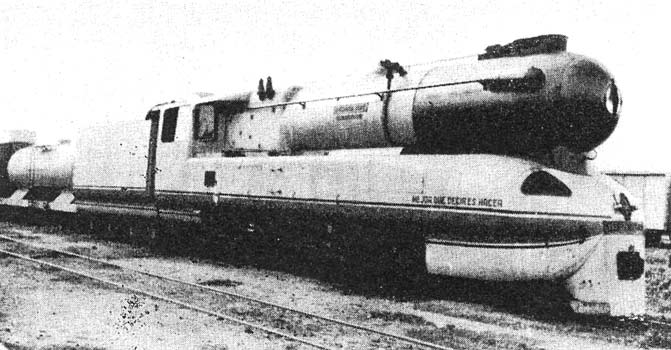
Locomotora "Argentina", diseñada por Livio Dante Porta en la década de 1940

Para evitar que se produjera una condensación brusca, el Ferrocarril de Londres y del Noreste aplicó el sistema de sobrecalentamiento a su caldera de tubos de agua No. 10,000 para compensar el inadecuado sobrecalentamiento del vapor de AP. El ferrocarril París-Orleans diseñó la locomotora de demostración 2-12-0, No.160-A1 (probada entre 1948 y 1951), con sobrecalentamiento entre las etapas de AP y BP. También se instalaron camisas de vapor en ambos cilindros, un sistema que Chapelon pensaba que era la primera vez que se aplicaba a una locomotora compuesta. El sistema de sobrecalentamiento también fue estudiado por el ingeniero argentino Livio Dante Porta en su prototipo 4-8-0 reconstruido: 'La Argentina' (probado casi al mismo tiempo en Argentina). Los defensores de la expansión simple argumentaban que el uso del corte temprano en el cilindro, expandiendo así pequeñas cantidades de vapor en cada carrera del pistón, evitaba la necesidad de la complicación y el gasto inicial de adoptar un motor compuesto más complejo o de expansión individual con múltiples cilindros; lo que sigue siendo un debate abierto.

## Configuraciones compuestas
Hay muchas configuraciones, pero se pueden definir dos tipos básicos, de acuerdo con la forma en que las carreras de los pistones de AP y BP se escalonan y, por lo tanto, si el escape de AP puede pasar directamente de AP a BP (compuestos de Woolf) o si las fluctuaciones de presión requieren un "espacio de amortiguación intermedio " en forma de una caja de vapor o tubería conocida como receptor (en los denominados motores compuestos receptores). 
El problema eterno con los motores compuestos es el arranque: para que todos los cilindros soporten su peso, es aconsejable tener una forma de cortocircuitar los cilindros de AP y obtener vapor a presión reducida directamente para los cilindros de BP. Por lo tanto, muchos de los sistemas compuestos patentados estaban asociados con disposiciones particulares para el arranque. El sistema de 4 cilindros de Glehn probablemente sigue siendo el más sofisticado de todos, con un corte independiente de AP y BP y una válvula giratoria, llamada una linterna, que permite el trabajo independiente o en combinaciones de grupos de AP y BP. La mayoría de los otros sistemas emplean válvulas de arranque de varios tipos. Otro criterio es si los engranajes de válvula de los dos grupos son totalmente independientes o están unidos de alguna manera. 

## Configuraciones

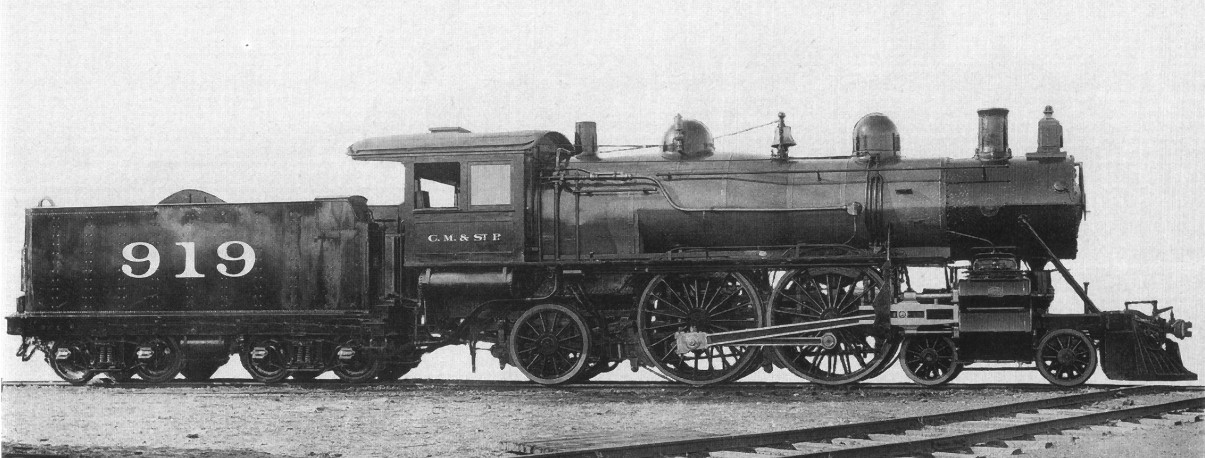
Locomotora compuesta Vauclain de cuatro cilindros Milwaukee Road Clase A2 No. 919

### Máquina compuesta de dos cilindros
- Dos cilindros, alternando alta y baja presión - "locomotora de expansión continua" (Samuel/Nicholson)[8]
- Uno de alta presión, uno de baja presión: generalmente se denominan diseños de "compuesto cruzado" y existen muchas variaciones (Mallet-1; Vauclain; Von Borries-1; Lindner; Gölsdorf-1; Herdner)

### Máquina compuesta de tres cilindros
- Dos de alta presión, uno de baja presión (Francis William Webb)
- Uno de alta presión, dos de baja presión (Sauvage; Klose; Weyermann; Walter Mackersie Smith; Samuel Waite Johnson; Richard Deeley; André Chapelon, Livio Dante Porta)

### Máquina semi-compuesta de tres cilindros
- Uno de alta presión, dos de baja presión; AP de la caldera de AP sobrecalentada, BP del escape de BP mezclado con la caldera BP sobrecalentada (Pacífico Canadiense)[9]

### Máquina de triple expansión de tres cilindros (proyectada)
- Uno de alta presión, uno de presión intermedia, uno de baja presión (Livio Dante Porta)

### Máquina compuesta de cuatro cilindros de triple expansión
- Uno de alta presión, uno de presión intermedia, dos de baja presión (locomotora L. F. Loree)

### Máquina compuesta de cuatro cilindros
- Dos de alta presión, dos de baja presión (de Glehn; Barbier; Von Borries-2; Golsdorf-2; Vauclain-1 y 2, locomotoras articuladas Mallet)

### Máquina compuesta de seis cilindros
- Dos de alta presión, cuatro de baja presión (Chapelon)

También podrían clasificarse según el sistema de transmisión empleado: a más de un eje, en línea concentrada en un eje o en tándem con AP y BP accionando una manivela común. Este último sistema fue muy empleado en los EE. UU. en los primeros años del siglo XX, especialmente en el Ferrocarril de Santa Fe. 

## Historia

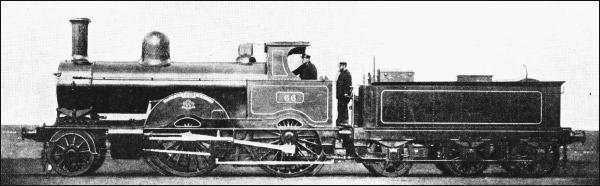
Locomotora LNWR 66 «Experiment» de tres cilindros, 1882

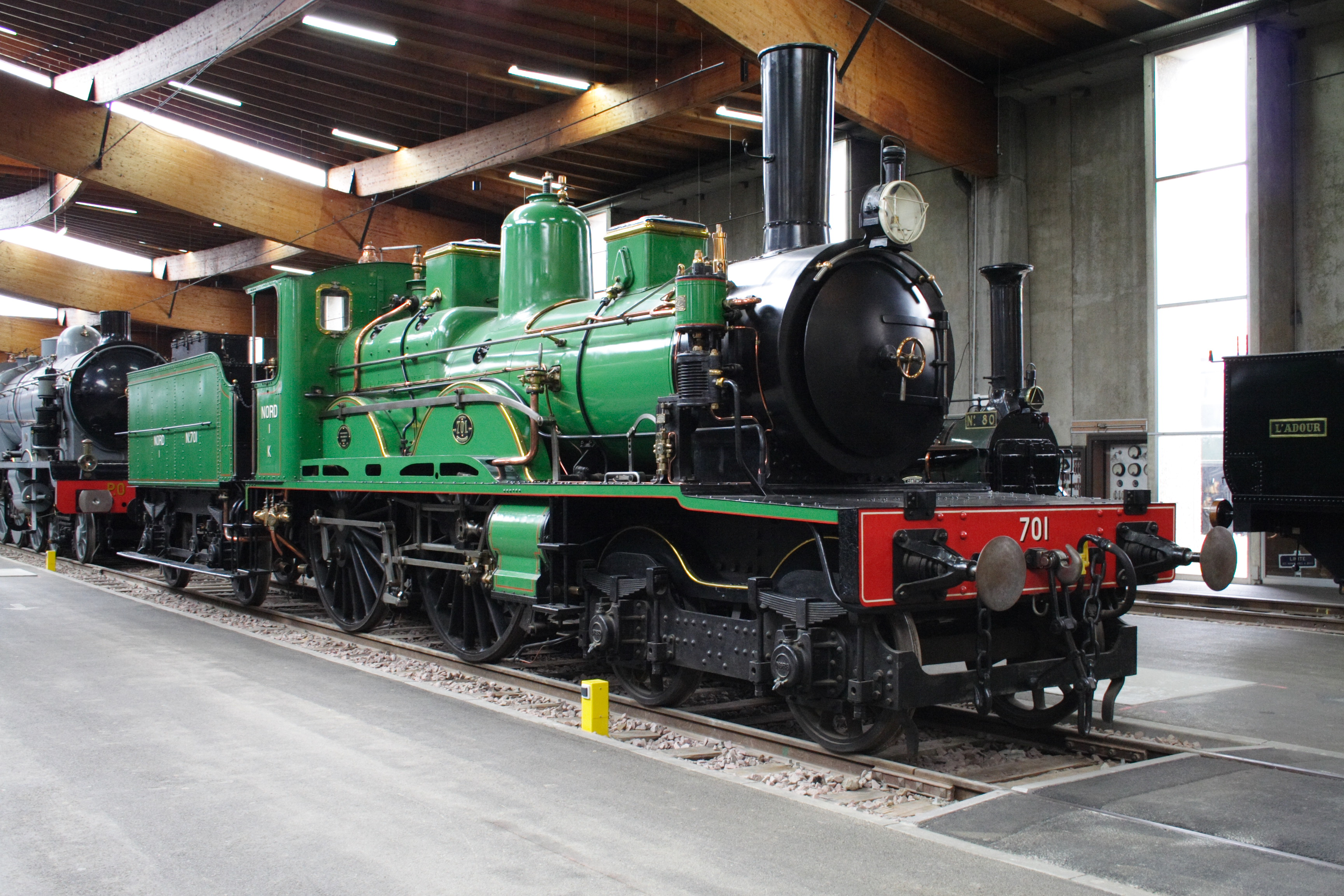
La Nord 701 fue la primera locomotora compuesta con cuatro cilindros

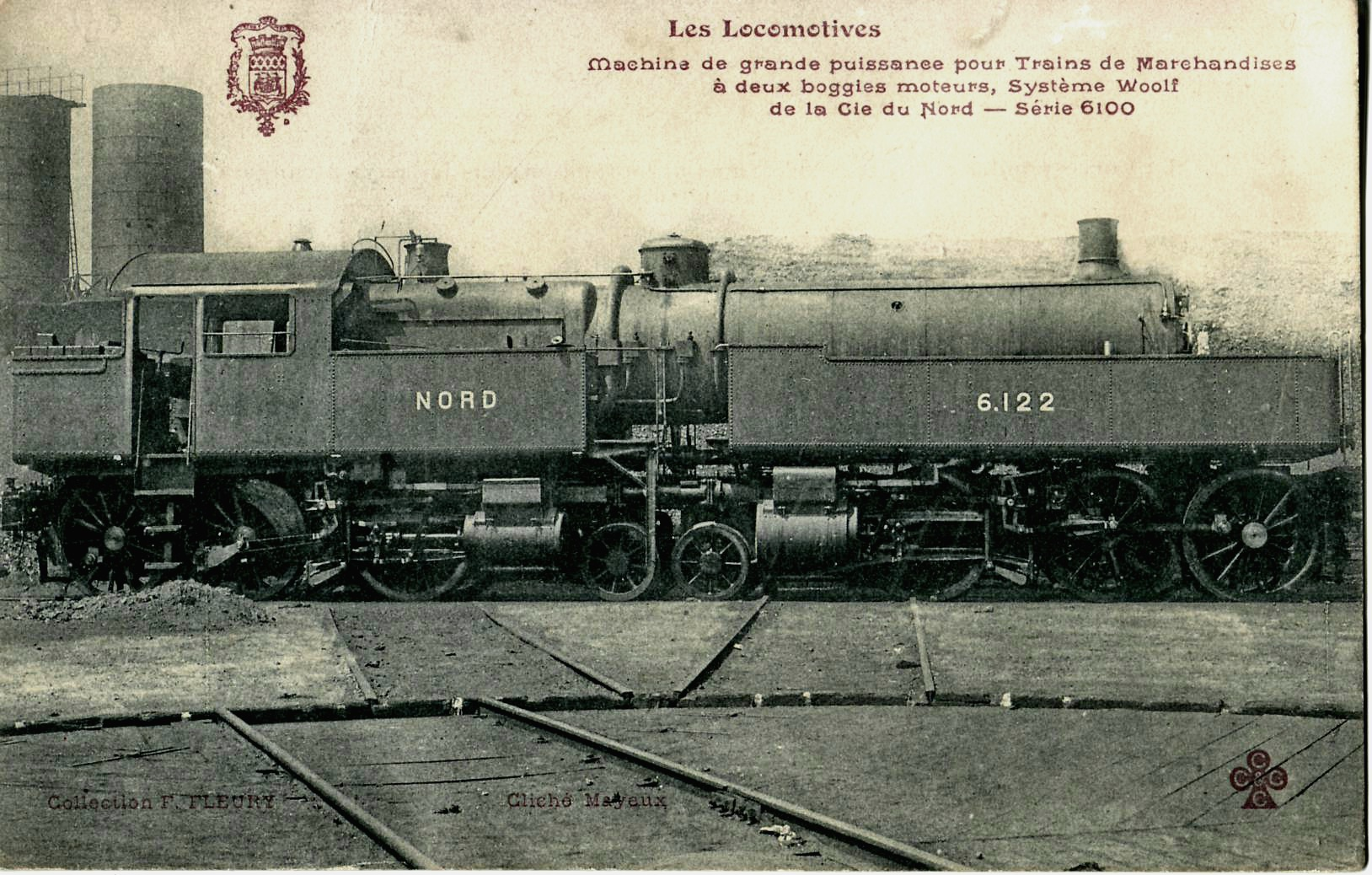
Locomotora articulada Nord 031+130 T concebida por Gaston du Bousquet

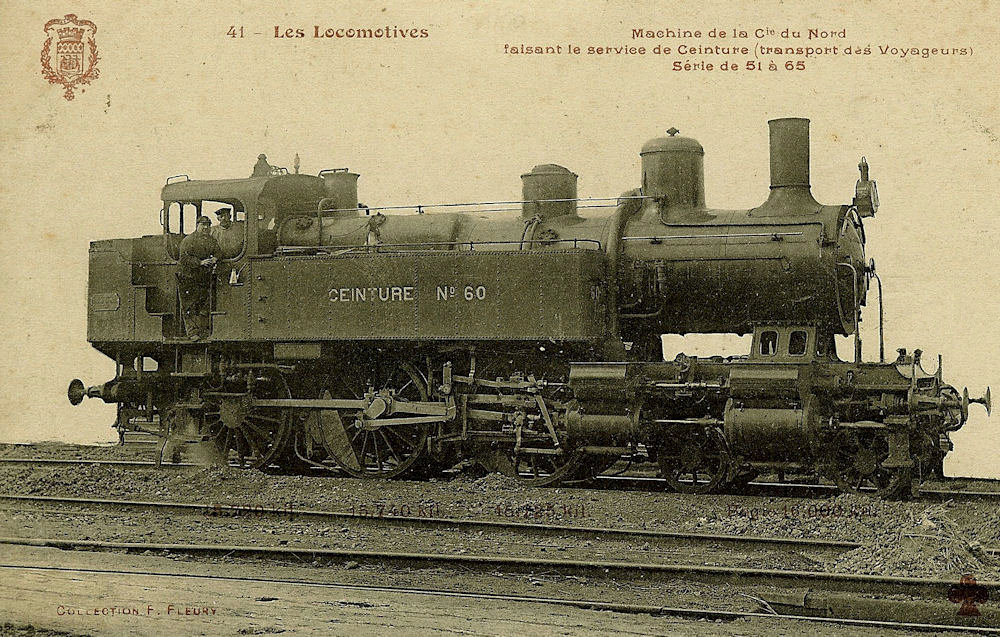
Máquina 230 Ceinture con sus cilindros de AP y BP en serie

### Primeros experimentos
Jonathan Hornblower, nieto de uno de los constructores de motores de Newcomen en Cornwall, patentó un motor de balancín de doble cilindro recíproco compuesto en 1781. James Watt le impidió desarrollarlo aún más, alegando que se habían quebrantado sus propias patentes.
El ingeniero británico Arthur Woolf inventó en 1804 un método para disminuir la magnitud del calentamiento y enfriamiento continuo de una máquina de vapor de expansión simple, reduciendo su ineficiencia. Patentó el motor estacionario compuesto de alta presión Woolf en 1805. 

### Aplicación a locomotoras
La primera patente de una de estas máquinas se le concedió a Thomas Craddock, quien registró el diseño de una locomotora compuesta de condensación en 1846. : 9–10 
En 1850 se le otorgó la patente del Reino Unido número 13029 a James Samuel, ingeniero del Ferrocarril de los Condados del Este, por una "locomotora de expansión continua", una configuración de locomotora de vapor compuesta, aunque la idea parece provenir de un tal John Nicholson, un maquinista de la línea. Con este sistema, los dos cilindros alternaban como alta y baja presión, con el cambio a la mitad de cada carrera. Dos locomotoras, una de pasajeros y una de mercancías, se convirtieron a este sistema, pero no se hicieron más pruebas.
Si la locomotora anterior es, estrictamente hablando, una compuesta está sujeto a debate: la primera aplicación reconocible de un motor compuesto a una locomotora fue en la máquina No 122 del Ferrocarril del Erie, una locomotora tipo estadounidense ordinaria equipada en 1867 con cilindros compuestos en tándem, siguiendo la patente n° 70341 de J. F. Lay. No se sabe nada del desempeño posterior de esta locomotora y no parece haber sido reproducida. 

### Motor compuesto cruzado
La forma más simple de la locomotora compuesta tiene dos cilindros, un cilindro de alta presión en un lado y uno de baja presión en el otro lado; el nombre refleja el flujo de vapor de AP a BP a través de la locomotora. La mayoría de los primeros intentos de locomotoras compuestas fueron variaciones en el diseño de compuestos cruzados. Algunos diseños notables fueron los de Baxter (1870) y Hudson (1873). : 12 Anatole Mallet introdujo en 1876 una serie de pequeñas locomotoras con depósito incorporado y motor compuesto 0-4-2 de 2 cilindros para el Ferrocarril Bayona-Anglet-Biarritz. Estas máquinas obtuvieron un gran éxito y funcionaron durante muchos años. 
Las locomotoras compuestas cruzadas tienen un problema de diseño fundamental, que es que si el cilindro de AP se detiene "en el centro", la locomotora no puede arrancar. Para resolver esto, todas incluyen alguna forma de válvula de arranque, que permite la entrada de vapor de AP en el cilindro de BP al arrancar. En algunos casos, la válvula es operada manualmente por el maquinista, mientras que en otros casos es automática; en este último caso a menudo se denomina "válvula de intercepción". La principal diferencia entre las distintas formas de locomotoras de motor compuesto cruzado está en el diseño y operación de la válvula de intercepción. 
Un segundo problema de diseño de las locomotoras de motor compuesto cruzado es que, si el motor se trabaja en un corte corto, el vapor se expande completamente en el cilindro de AP y no funciona en el cilindro de BP, lo que causa tensiones desiguales en el motor. Este problema se evita si el motor tiene 3 o 4 cilindros, siendo esta circunstancia el elemento que impulsó el desarrollo de los tipos siguientes. 

### Mallet

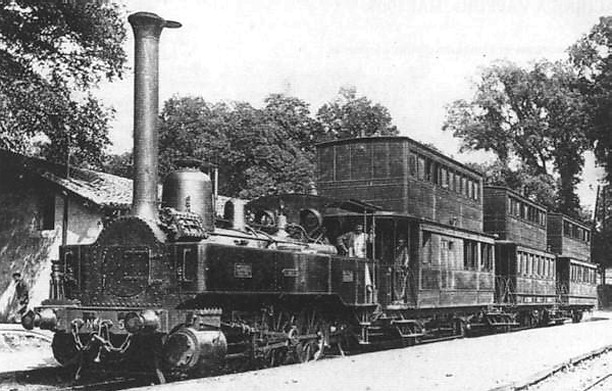
Locomotora compuesta Mallet francesa (Línea Biarritz-Bayona)

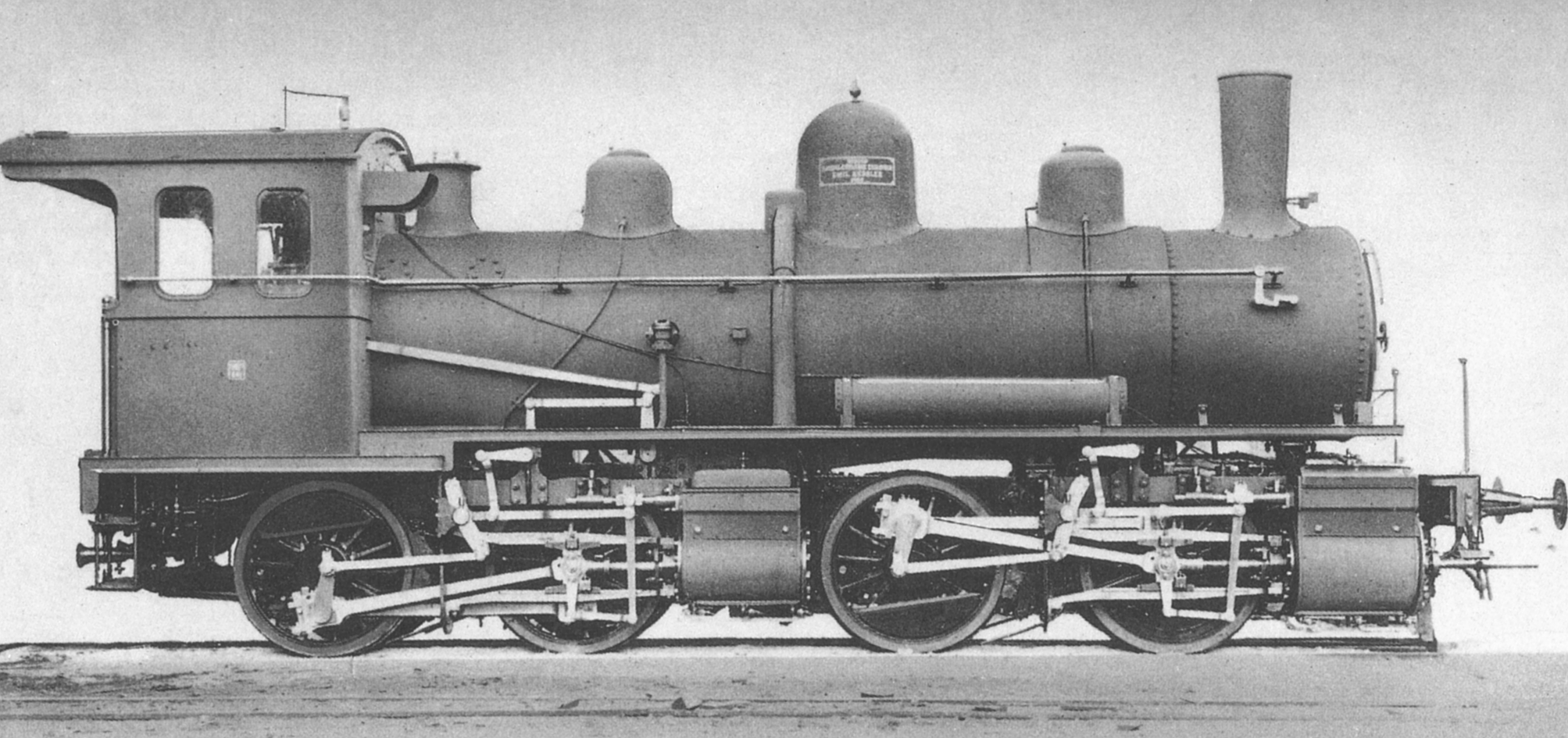
Locomotora tipo Mallet Baden VIIIc

Mallet también elaboró esquemas para máquinas con motores compuestos, equipadas con transmisión dividida independiente para AP y BP, algunas con un solo bastidor rígido que nunca se construyeron, otras con un chasis trasero rígido en el que se montaban los cilindros de AP y una unidad motriz articulada delantera de BP. Esta última disposición se adoptó en todo el mundo. La primera aplicación consistió en una serie de locomotoras para vías de 600 mm especialmente construidas por la compañía Decauville para la Exposición de París de 1889. El diseño se introdujo en el ferrocarril de Norteamérica en 1900 con la B&O No. 2400, y rápidamente se hizo popular allí. La práctica de los Estados Unidos progresó hacia la "Mallet simple", que utilizaba el mismo bastidor articulado pero sin el motor compuesto. Tanto las locomotoras Mallet simples como las compuestas perduraron hasta el final del vapor.

### Webb
Los mencionados esquemas de tracción dividida entre ejes rígidos de Mallet, aunque nunca se aplicaron realmente, pudieron haber inspirado a Francis Webb en Gran Bretaña. Después de probar con un viejo motor simple convertido en un compuesto de 2 cilindros en 1878, introdujo en 1882 su primera clase de experimental con transmisión dividida similar: utilizaba motores compuestos de 3 cilindros con ruedas motrices desacopladas, en las que dos pequeños cilindros exteriores de alta presión alimentaban a uno más grande de baja presión situado entre el bastidor. Siguieron otras clases similares, progresivamente ampliadas. Las ruedas motrices desacopladas eran problemáticas, ya que los dos pares de ruedas podían girar en direcciones opuestas al arrancar si una locomotora había retrocedido previamente. Esta disposición parece haber sido adoptada debido a la falta de espacio, pero Tuplin ha señalado que si se hubiera instalado el engranaje de la válvula de Walschaert, las ruedas motrices podrían haberse acoplado de la manera normal. 
Las disposiciones de las ruedas variaron: 2-2-2-0, 2-2-2-2, 2-2-2-2T, 2-2-4-0T y 0-8-0. Estas últimas fueron locomotoras de carga, las únicas de este tipo que tenían todas las ruedas acopladas. La siguiente etapa de Webb consistió en dos clases de compuestas de 4 cilindros 4-4-0, una del tipo 4-6-0 y, finalmente, otras del tipo 0-8-0. Estas últimas se consideran las compuestas de Webb más exitosas, y algunas duraron en su estado original hasta la década de 1920. 

### Vauclain

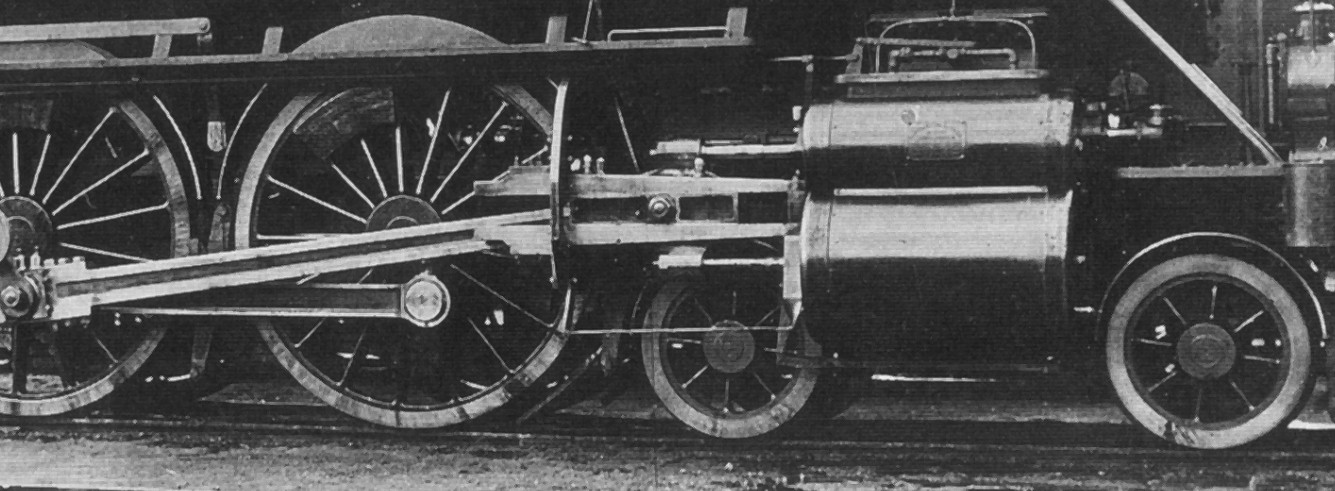
Bávara S 2/5. Locomotora compuesta Baldwin tipo Vauclain

En 1889, Samuel M. Vauclain, de Baldwin Locomotive Works, ideó la locomotora compuesta Vauclain. Este diseño utilizaba un motor de doble expansión instalado en el espacio ocupado en la locomotora por un motor convencional de una sola expansión, utilizando una válvula de pistón único con engranaje convencional para controlar los cilindros de alta y baja presión. El cilindro de alta presión se podía colocar encima o debajo del cilindro de baja presión, y cada uno tenía su propio vástago conectado a una cruceta común, de modo que se necesitaba una biela y una manivela para cada par de cilindros. Se lograron eficiencias de combustible sustanciales, pero las dificultades de mantenimiento evitaron su éxito. La mayoría de estas locomotoras se reconvirtieron con motores convencionales.

### Tándem

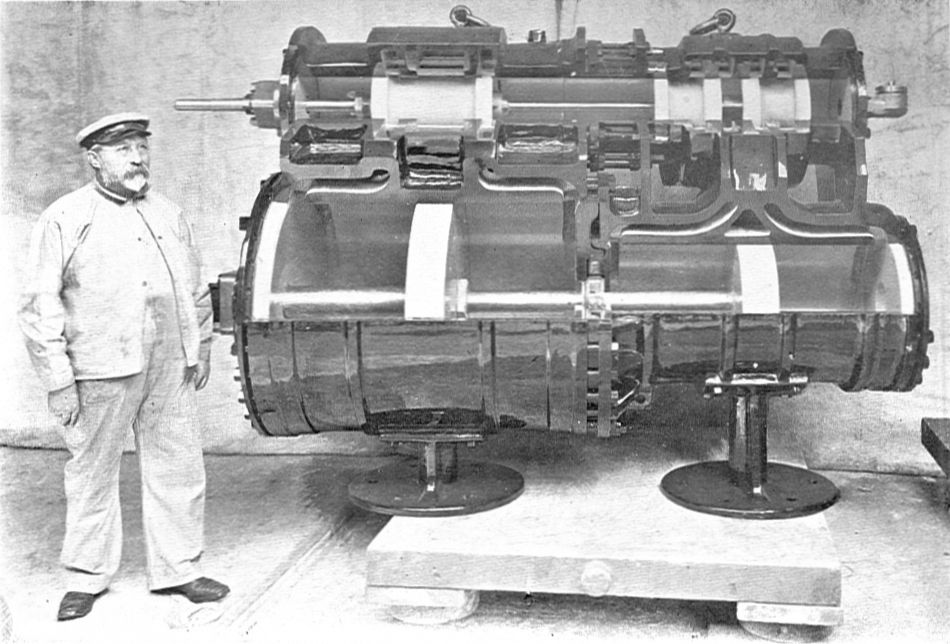
Vista en sección de los cilindros (baja presión a la izquierda, alta presión a la derecha) y válvulas (arriba) de un motor compuesto en tándem

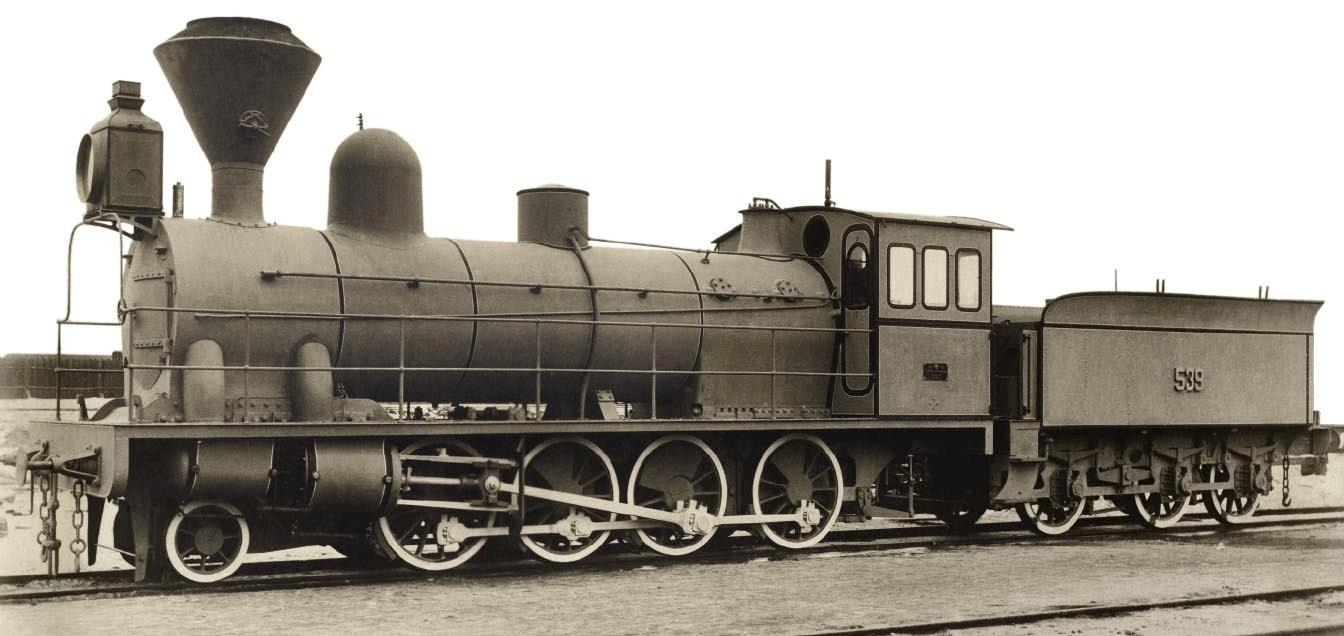
Locomotora rusa con el motor en tándem (c 1900)

El motor compuesto en tándem apareció por primera vez en el Ferrocarril del Erie en 1867. Al igual que el compuesto de Vauclain, en un compuesto en tándem cada par de cilindros de alta y baja presión impulsan una cruceta común, conectada a la misma biela y manivela; pero a diferencia del compuesto Vauclain, los cilindros están montados uno frente al otro. La pared trasera del cilindro delantero suele ser la pared delantera del cilindro trasero. El vástago del cilindro trasero está conectado a la cruceta de la manera habitual, pero el cilindro delantero puede tener su vástago, o vástagos, en cualquiera de las dos formas: o bien el vástago del cilindro trasero se extiende hacia adelante para transportar también el pistón delantero, o si el cilindro delantero es el cilindro de baja presión (y, por lo tanto, tiene un diámetro mayor que el cilindro de alta presión detrás), puede tener dos vástagos de pistón largos que pasan arriba y abajo, o a ambos lados, del cilindro de alta presión para llegar a la cruceta común.
En Gran Bretaña, había tres tipos de motores compuestos en tándem. El primero se montó en la máquina no. 224 del Ferrocarril Británico del Norte, que fue construida en 1871 como una locomotora de expansión simple 4-4-0, siendo la pionera de la Clase 224. Esta locomotora se convirtió en una compuesta en tándem en 1885, pero volvió a estar equipada con un motor simple en 1887. Como máquina compuesta, los cilindros de alta presión tenían 13 pulgadas (330,2 mm) de diámetro, y estaban colocados delante de los cilindros de baja presión, que medían 20 pulgadas (508 mm) de diámetro; la carrera común era de 24 pulgadas (609,6 mm). Los otros dos tipos eran sendas máquinas 2-4-0 del Great Western Railway (GWR) - la No. 7, construida en febrero de 1886 para el ancho estándar; y la No. 8, construida en mayo de 1886 para el gran ancho de Brunel. La No. 7 tenía cilindros de alta presión de 15 pulgadas (381 mm) de diámetro, y los de baja presión de 23 pulgadas (584,2 mm). Los cilindros de la No. 8 eran ligeramente más pequeños: alta presión de 14 pulgadas (355,6 mm), y baja presión de 22 pulgadas (558,8 mm). En ambas locomotoras del GWR, los cilindros de baja presión estaban al frente, y la carrera era de 21 pulgadas (533,4 mm). La No. 7 dejó de trabajar en 1887, siendo desmantelada en 1890. La No. 8 nunca llegó a prestar servicio regular, fallando cuando estaba siendo ensayada. Se desmanteló parcialmente en 1892. Ambas locomotoras se renovaron en 1894 como 4-4-0 de expansión simple en ancho estándar.
Las locomotoras compuestas en tándem eran muy comunes en los Estados Unidos antes de la Primera Guerra Mundial, y algunos ferrocarriles como el Santa Fe tenían grandes cantidades de estas máquinas en varias disposiciones de ruedas. Un rasgo característico de las locomotoras compuestas en tándem más grandes era una grúa de "bastidor en A" montada a cada lado de la caja de humo, para permitir retirar el cilindro delantero (normalmente, el cilindro de BP) cuando debía mantenerse o repararse el cilindro trasero.

### De Glehn
Un tipo familiar en los ferrocarriles franceses fue el motor compuesto de 4 cilindros de Glehn. El prototipo, la locomotora Nord 701, era una 2-2-2-0 diseñada por Alfred de Glehn, ingeniero de la Société Alsacienne de Constructions Mécaniques (SACM), por encargo de Gaston du Bousquet, ingeniero jefe del Ferrocarril Nord. Tenía una disposición de 4 cilindros con las ruedas motrices desacopladas, con un parecido superficial a una compuesta Webb, excepto en que los cilindros interiores de AP accionaban el eje motriz delantero, mientras que los cilindros de BP estaban situados por fuera, impulsando el eje trasero. En 1891, dos locomotoras de las series Nord 2.121 y 2.122, se pusieron en servicio con las posiciones de los cilindros invertidas a petición de du Bousquet, dejando fuera los cilindros de AP y dentro los de BP, una de las cuales inicialmente tenía ejes de transmisión desacoplados como antes, pero esta disposición resultó inferior a la versión acoplada.

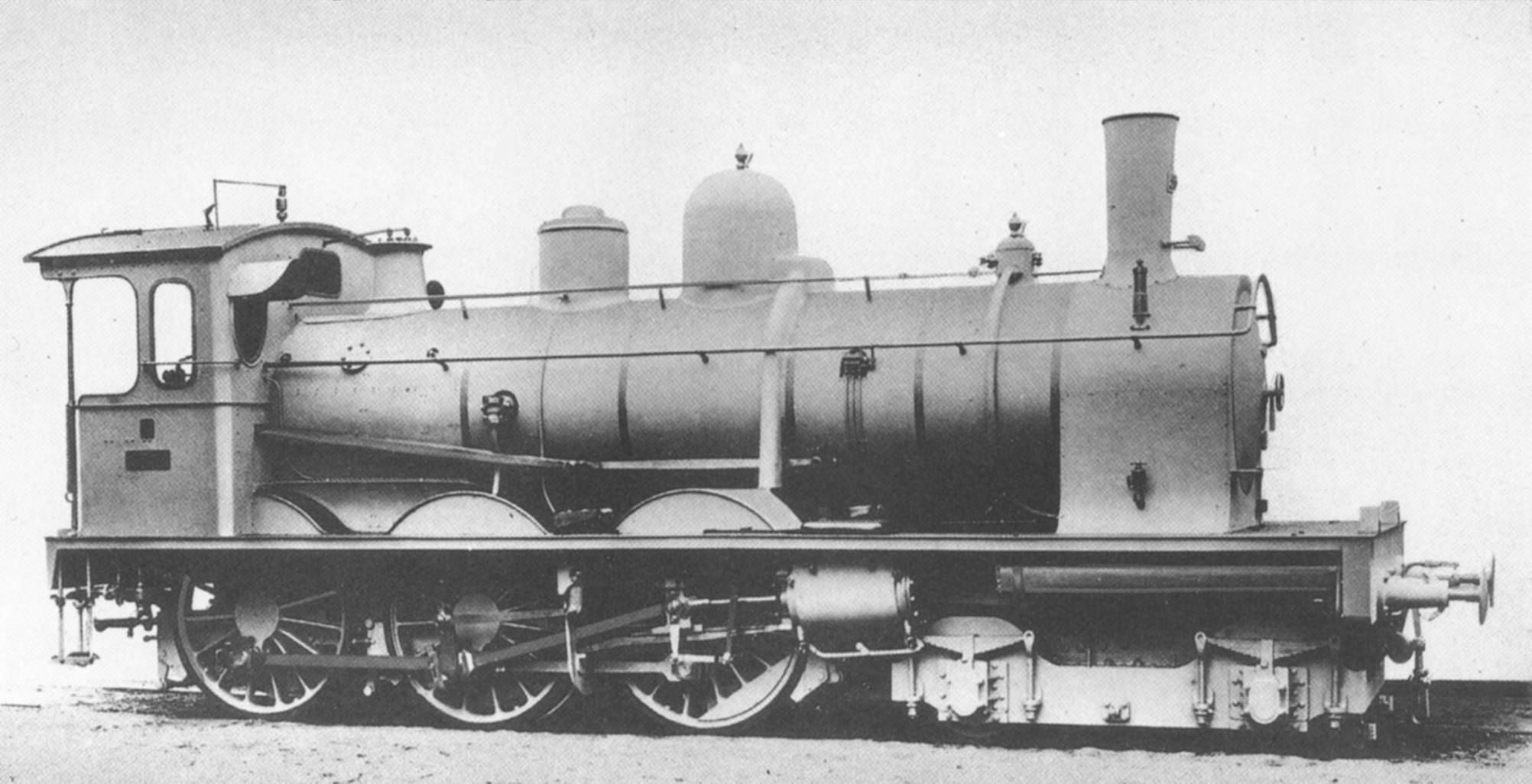
Una de las primeras locomotoras de Glehn (Baden IV e de 1894), con cilindros de alta presión colocados detrás de un bogie delantero, y accionando el segundo conjunto de ruedas

Du Bousquet mejoró mucho el tipo y perfeccionó el diseño de las varillas y el engranaje de la válvula a lo largo del interior de los bastidores para facilitar el acceso. Más adelante realizó estudios sobre la circulación del vapor para reducir los cambios de velocidad, lo que allanó el camino para el trabajo de Chapelon 27 años después. Llegó a ser un diseño muy eficiente, copiado por muchos ferrocarriles en Francia, Bélgica, Alemania e Inglaterra.
Como tal, el tipo de Glehn fue construido en gran número en Francia, con varias disposiciones de ruedas, tanto para líneas nacionales como extranjeras. También se construyeron algunas en Alemania y Bélgica. Muchas prestaron vidas en servicio muy prolongadas: una locomotora 4-6-0 230.D introducida en 1909 con base en Creil todavía se podía ver en la Gare du Nord de París, a finales de la década de 1960. 
El Great Western Railway adquirió tres locomotoras del tipo 4-4-2, una en 1903 y dos ligeramente más grandes en 1905, siguiendo las indicaciones de su superintendente de locomotoras, George Jackson Churchward, para su uso en ensayos comparativos y pruebas frente a sus propios diseños. Para poder equipararse con las máquinas compuestas posteriores de Glehn, se construyó especialmente la locomotora 4-4-2 simple de 4 cilindros No. 40 North Star. Aunque el Great Western adoptó varios elementos de la práctica francesa como resultado de estos ensayos, el sistema compuesto de Glehn no fue uno de ellos. El Ferrocarril de Pensilvania encargó una copia de la Atlántico Norte, apodada el "Aristócrata Francés".
En Nueva Zelanda, la NZR Clase A de 1906 construida localmente y la NZR Clase X de 1908 eran máquinas compuestas del tipo Glehn, aunque en su mayoría luego se convirtieron en locomotoras simples sobrecalentadas (la clase A solo con 2 cilindros). 
En Rusia, a partir de 1906, la compañía Putilov (más tarde la planta de Kirov) construyó la locomotora de clase U de 4 cilindros. Los 2 cilindros de alta presión se colocaron fuera de los bastidores, y los dos cilindros de baja presión se colocaron dentro. Una clase U sobrevive, la U-127. Se conserva en el Museo del Ferrocarril de Moscú. 

### Plancher
En 1900, el ingeniero italiano Enrico Plancher desarrolló un nuevo y curioso diseño de motor compuesto, que apareció por primera vez en la locomotora exprés de la clase Rete Adriatica 500. Era notable por ser un diseño asimétrico de cuatro cilindros, en el que los dos cilindros de AP y los dos de BP estaban agrupados, y cada pareja era servida por una válvula de pistón único que admitía vapor simultáneamente en los extremos opuestos de los dos cilindros. El prototipo de la clase se presentó en el Congreso Internacional de Ferrocarriles de 1900 en París y se examinó con interés, sin alcanzar un éxito excepcional. Sin embargo, a la larga, el diseño asimétrico, aunque simple, resultó ser bastante incómodo, ya que era difícil igualar el trabajo de cada lado de la locomotora y esto provocaba la aparición del movimiento de lazo. El motor Plancher se usó nuevamente en algunos diseños de Ferrovie dello Stato, como las locomotoras expresas FS Clase 680 y las locomotoras de carga pesada FS Clase 470, pero no se aprobó ninguna otra aplicación después de la adopción generalizada del sobrecalentador.

### Chapelon

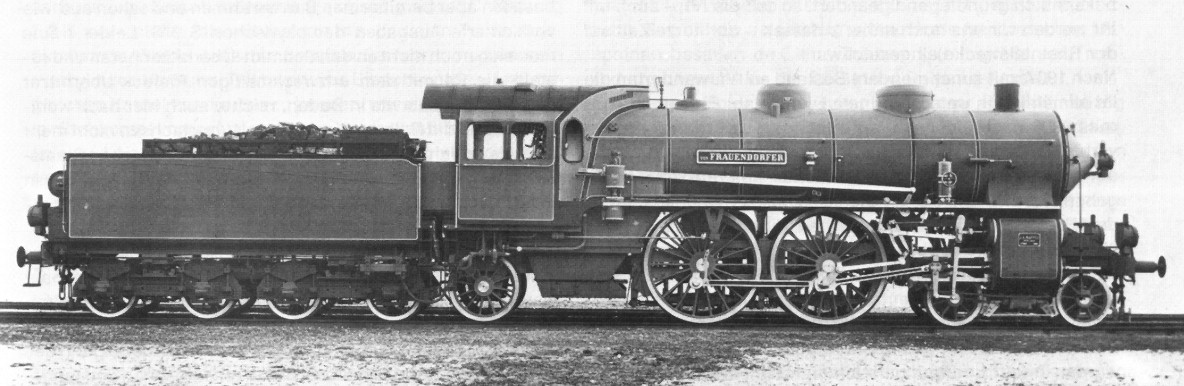
Palatinum P4, locomotora compuesta von Borries

Las celebradas reconstrucciones de André Chapelon antes mencionadas de 1929 en adelante, se efectuaron en su mayoría sobre máquinas compuestas de Glehn. Chapelon, junto con otros ingenieros franceses como Gaston du Bousquet y Marc de Caso, llevaron estas locomotoras a su máximo nivel de rendimiento. 
Maffei en Múnich también construyó una gran proporción de las compuestas alemanes de 4 cilindros (como la S 3/6), principalmente en el sistema posterior de von Borries. A pesar de que la política de estandarización de los Ferrocarriles Alemanes impuso la expansión simple, se consideró indispensable mantener un número pequeño pero significativo de locomotoras Maffei Pacífico (con un diseño que databa de 1908), para las rutas montañosas con limitaciones severas de carga por eje y se construyeron algunas nuevas máquinas en una fecha tan tardía como 1931.

### Porta
Livio Dante Porta en 1948 se inspiró en las reconstrucciones de las 4700/240P de Chapelon para el diseño de la "Argentina". En su primer ensayo, produjo una futurista locomotora compuesta de 4 cilindros 4-8-0, reconstruida a partir de una vieja máquina Pacífico británica de ancho métrico. 

### Sauvage
Otra configuración históricamente importante, aunque menos numerosa, también tuvo su origen en Francia: la máquina compuesta de tres cilindros con dos juegos de cilindros de BP externos a 90°, alimentados por un cilindro de AP situado en el bastidor, con el juego de manivelas desfasado 135° respecto a los otros. Se incorporó por primera vez en un prototipo para el ferrocarril francés Nord en 1887 con el diseño de Edouard Sauvage. Siguió siendo un ejemplo solitario, pero la Nord 3.101 se mantuvo 42 años en servicio. 

### Smith, Johnson, Deeley
En el Reino Unido, el Ferrocarril del Noreste incorporó en 1898 un prototipo de locomotora compuesta 4-4-0, la No. 1619 (NER Clase 3CC) con el diseño de Walter Mackersie Smith (cuando estaba siendo reconstruida a partir de un prototipo compuesto de 2 cilindros anterior de Worsdell/Von Borries de 1893). Se convirtió en la base de un lote inicial de cinco locomotoras MR Clase 1000 diseñadas por Samuel Waite Johnson para el Ferrocarril de Midland. Serían seguidas desde 1905 en adelante por 40 unidades más de una versión de producción ampliada, donde todos los accesorios Smith fueron reemplazados por una disposición de arranque simplificada incorporada en el regulador; según el diseño del sucesor de Johnson, Richard Deeley. Las locomotoras Johnson originales se reconstruyeron como compuestas Deeley a partir de 1914, y se dotaron de sobrecalentador. 
Después de la formación del Ferrocarril de Londres, Midland y Escocés en 1923, y después de los ensayos comparativos entre las locomotoras de las compañías constituyentes, la máquina compuesta de Midland se consideró la mejor y se adoptó en una versión ligeramente modificada, la LMS Compuesta 4-4-0. Entre 1925 y 1932 se utilizó como la locomotora exprés clase 4 estándar de la nueva compañía, alcanzándose un total final de 245 de estas máquinas fabricadas. Aunque no eran universalmente apreciadas, especialmente en la antigua sección del Ferrocarril de Londres y del Noreste, donde iban de la mano con los métodos operativos impuestos por el Ferrocarril de Midland, en Escocia fueron recibidas como la solución a graves problemas endémicos de carencia de locomotoras rápidas y, en general, eran muy apreciadas. 
Beyer, Peacock and Company construyó en 1932 cinco locomotoras de tres cilindros de mayor tamaño para el Gran Ferrocarril del Norte de Irlanda, con el mismo patrón general del diseño de G. T. Glover. Se utilizaron para los expresos Dublín-Belfast. Ejemplos conservados son el prototipo reconstruido Midland Compound, 1000 (BR 41000), y GNR (I) No. 85 Merlin. 

### Weymann
A partir de 1896, Weymann introdujo un tipo de máquina 2-6-0 de 3 cilindros con transmisión dividida y manivelas desfasadas a 120° para el servicio en las rutas suizas de fuertes rampas Jura-Simplon. Finalmente se construirían 147 unidades. 

## Proyectos de locomotoras no realizados
El abortado programa de reemplazo de locomotoras de posguerra de Chapelon incluyó una gama completa de compuestas Sauvage de 3 cilindros. La única que se materializó fue la 242A 1, un prototipo 4-8-4 reconstruido en 1946 in éxitoa partir de un a4-8-2 de 3 cilindros de expansión simple. 2La 42A 1 fue probablemente la locomotora compuesta más importante de todos los tiempos, capaz de desarrollar una notable potencia de 5000 caballos (4000 kW) para una locomotora que pesaba tan solo 145.6 toneladas. Siendo una de las locomotoras de vapor más eficientes jamás construidas, su consumo de carbón era de tan solo 850 g/HP (1,1 g/W) por hora y el consumo de agua era de 6.45 L/HP (8,6 mL/W) por hora a un régimen continuo de 3000 HP (2200 kW). Una locomotora típica de expansión simple podía consumir aproximadamente el doble de estas cantidades para generar la misma potencia. 

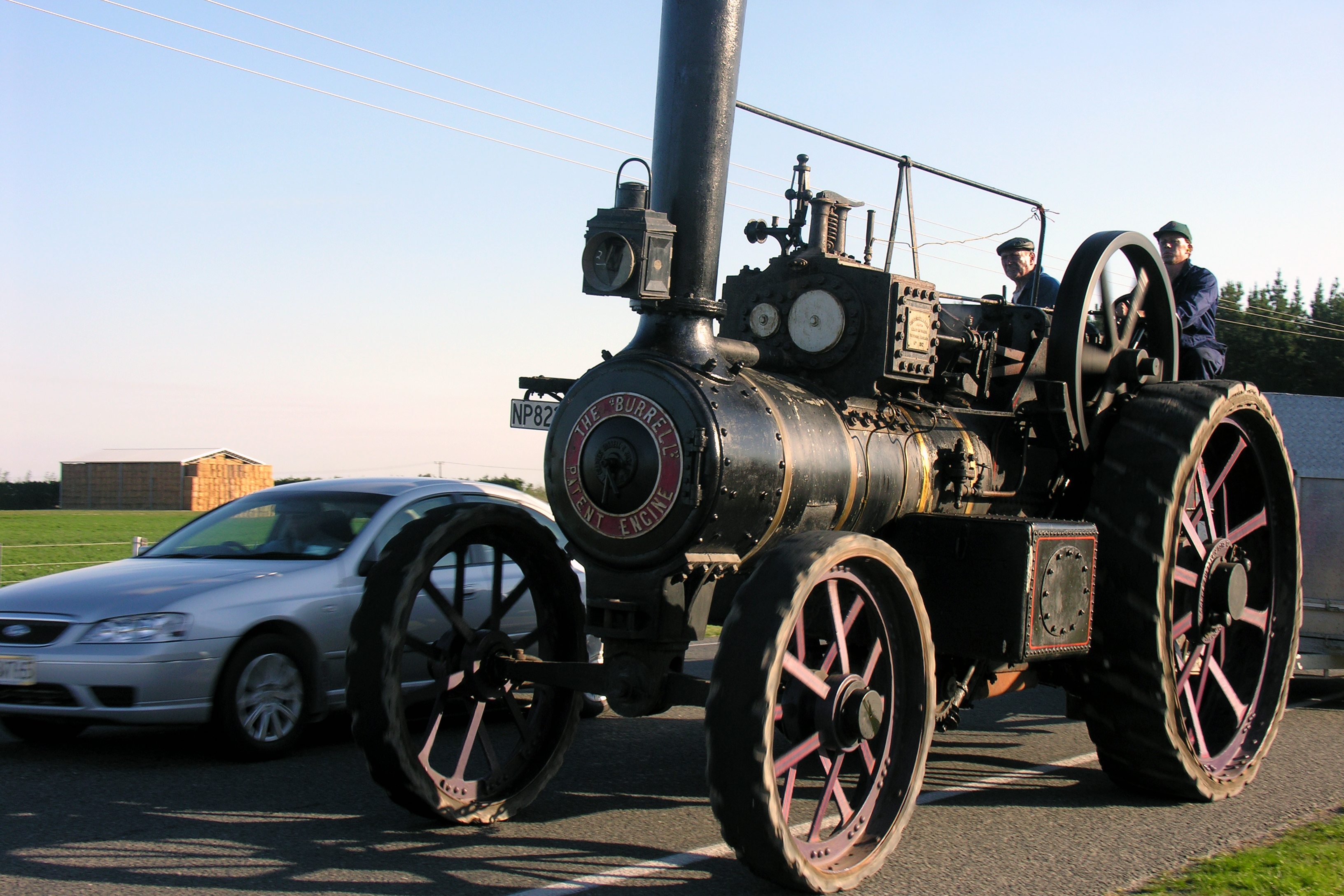
Locomóvil de carretera Burrell, que muestra los cilindros de alta y baja presión

El ingeniero argentino Livio Dante Porta desarrolló completamente un diseño con una configuración de cigüeñal de unos 120° de desfase (la configuración final debía determinarse empíricamente) con el cilindro de AP colocado en el lado izquierdo para locomotoras de vapor modernas de nueva construcción. Todas incluían expansión múltiple, algunas siguiendo un sistema compuesto de 3 cilindros. Entre ellas figuraban locomotoras con una disposición de ruedas 2-10-0, una de las cuales estaba destinada para el trabajo de carga rápida en los EE. UU. Se trataba de una máquina de triple expansión de alta presión. Por extraño que parezca este diseño, tenía una serie de ventajas desde el punto de vista de igualar los empujes del pistón y la disposición de los conductos de vapor. Se afirmó que con un mantenimiento y procedimientos operativos adecuados, tales locomotoras podrían competir con las formas modernas de tracción. Otros proyectos fueron para pequeñas máquinas compuestas de dos cilindros, especialmente una locomotora para las plantaciones de caña de azúcar en Cuba, utilizando bagazo como combustible. 

## Locotractores
En Gran Bretaña, la composición se usó mucho más en locomotoras de carretera (apisonadoras de vapor, motores de tracción y camiones de vapor) que en los ferrocarriles. La disposición habitual era un cilindro de alta presión y un cilindro de baja presión (compuesto de doble manivela). Sin embargo, existía un tipo compuesto uperpuestod e manivela única estilo Vauclain. 